# BAFA NL Division One 2016
La BAFA NL Division One 2016 è la 28ª edizione del campionato di football americano di secondo livello, organizzato dalla BAFA.

## Squadre partecipanti
| Club                    | Città       | Stadio | Sponsor ufficiale | Risultato nella stagione 2015 |
| ----------------------- | ----------- | ------ | ----------------- | ----------------------------- |
| Birmingham Bulls        | Birmingham  |        |                   |                               |
| Bury Saints             | Thetford    |        |                   |                               |
| Clyde Valley Blackhawks | Wishaw      |        |                   |                               |
| Colchester Gladiators   | Colchester  |        |                   |                               |
| Doncaster Mustangs      | Doncaster   |        |                   |                               |
| Edinburgh Wolves        | Edimburgo   |        |                   |                               |
| Gateshead Senators      | Jarrow      |        |                   |                               |
| Hertfordshire Cheetahs  | St Albans   |        |                   |                               |
| Kent Exiles             | Chislehurst |        |                   |                               |
| Manchester Titans       | Manchester  |        |                   |                               |
| Nottingham Caesars      | Nottingham  |        |                   |                               |
| Ouse Valley Eagles      | Bedford     |        |                   |                               |
| Peterborough Saxons     | Thorney     |        |                   |                               |
| Sandwell Steelers       | Tipton      |        |                   |                               |
| Solent Thrashers        | Southampton |        |                   |                               |
| Sussex Thunder          | Brighton    |        |                   |                               |
| West Coast Trojans      | Paisley     |        |                   |                               |
| Yorkshire Rams          | Leeds       |        |                   |                               |

## Stagione regolare

### Calendario

#### 1ª giornata
| 10 aprile 2016 | Clyde Valley Blackhawks | 0 – 1 (a tavolino) | Gateshead Senators |  |

| 10 aprile 2016 | Yorkshire Rams | 16 – 0 | West Coast Trojans |  |

| 10 aprile 2016 | Peterborough Saxons | 12 – 23 | Nottingham Caesars |  |

| 10 aprile 2016 | Sandwell Steelers | 24 – 6 | Ouse Valley Eagles |  |

| 10 aprile 2016 | Bury Saints | 34 – 0 | Sussex Thunder |  |

| 10 aprile 2016 | Kent Exiles | 32 – 6 | Colchester Gladiators |  |

#### 2ª giornata
| 17 aprile 2016 | Clyde Valley Blackhawks | 0 – 1 (a tavolino) | West Coast Trojans |  |

| 17 aprile 2016 | Gateshead Senators | 12 – 32 | Yorkshire Rams |  |

| 17 aprile 2016 | Doncaster Mustangs | 12 – 13 | Ouse Valley Eagles |  |

| 17 aprile 2016 | Sandwell Steelers | 18 – 14 | Birmingham Bulls |  |

#### 3ª giornata
| 24 aprile 2016 | Gateshead Senators | 0 – 31 | Edinburgh Wolves |  |

| 24 aprile 2016 | Manchester Titans | 1 – 0 (a tavolino) | Clyde Valley Blackhawks |  |

| 24 aprile 2016 | Ouse Valley Eagles | 6 – 26 | Nottingham Caesars |  |

| 24 aprile 2016 | Bury Saints | 19 – 6 | Solent Thrashers |  |

#### 4ª giornata
| 1º maggio 2016 | Edinburgh Wolves | 1 – 0 (a tavolino) | Clyde Valley Blackhawks |  |

| 1º maggio 2016 | Birmingham Bulls | 13 – 20 | Doncaster Mustangs |  |

| 1º maggio 2016 | Sandwell Steelers | 1 – 0 (a tavolino) | Peterborough Saxons |  |

| 1º maggio 2016 | Solent Thrashers | 43 – 6 | Hertfordshire Cheetahs |  |

| 1º maggio 2016 | Sussex Thunder | 13 – 14 | Kent Exiles |  |

#### 5ª giornata
| 8 maggio 2016 | Gateshead Senators | 6 – 12 | West Coast Trojans |  |

| 8 maggio 2016 | Manchester Titans | 25 – 8 | Yorkshire Rams |  |

| 8 maggio 2016 | Nottingham Caesars | 0 – 6 | Sandwell Steelers |  |

| 8 maggio 2016 | Peterborough Saxons | 0 – 1 (a tavolino) | Ouse Valley Eagles |  |

| 8 maggio 2016 | Bury Saints | 44 – 0 | Hertfordshire Cheetahs |  |

| 8 maggio 2016 | Sussex Thunder | 19 – 14 | Solent Thrashers |  |

#### 6ª giornata
| 15 maggio 2016 | Edinburgh Wolves | 56 – 6 | West Coast Trojans |  |

| 15 maggio 2016 | Manchester Titans | 46 – 0 | Gateshead Senators |  |

| 15 maggio 2016 | Doncaster Mustangs | 6 – 3 | Sandwell Steelers |  |

| 15 maggio 2016 | Birmingham Bulls | 34 – 37 | Nottingham Caesars |  |

| 15 maggio 2016 | Solent Thrashers | 49 – 27 | Colchester Gladiators |  |

| 15 maggio 2016 | Kent Exiles | 21 – 41 | Bury Saints |  |

#### 7ª giornata
| 22 maggio 2016 | Clyde Valley Blackhawks | 0 – 1 (a tavolino) | Edinburgh Wolves |  |

| 22 maggio 2016 | Yorkshire Rams | 32 – 20 | Manchester Titans |  |

| 22 maggio 2016 | Ouse Valley Eagles | 0 – 14 | Sandwell Steelers |  |

| 22 maggio 2016 | Nottingham Caesars | 16 – 12 | Doncaster Mustangs |  |

| 22 maggio 2016 | Peterborough Saxons | 0 – 1 (a tavolino) | Birmingham Bulls |  |

| 22 maggio 2016 | Hertfordshire Cheetahs | 10 – 24 | Sussex Thunder |  |

| 22 maggio 2016 | Colchester Gladiators | 7 – 19 | Kent Exiles |  |

#### 8ª giornata
| 4 giugno 2016 | Edinburgh Wolves | 34 – 12 | Manchester Titans |  |

| 4 giugno 2016 | West Coast Trojans | 38 – 8 | Gateshead Senators |  |

| 4 giugno 2016 | Ouse Valley Eagles | 12 – 13 | Birmingham Bulls |  |

| 4 giugno 2016 | Doncaster Mustangs | 1 – 0 (a tavolino) | Peterborough Saxons |  |

| 4 giugno 2016 | Hertfordshire Cheetahs | 14 – 28 | Kent Exiles |  |

| 4 giugno 2016 | Colchester Gladiators | 0 – 40 | Bury Saints |  |

#### 9ª giornata
| 12 giugno 2016 | Edinburgh Wolves | 41 – 0 | Gateshead Senators |  |

| 12 giugno 2016 | Yorkshire Rams | 1 – 0 (a tavolino) | Clyde Valley Blackhawks |  |

| 12 giugno 2016 | Manchester Titans | 47 – 6 | West Coast Trojans |  |

| 12 giugno 2016 | Nottingham Caesars | 19 – 40 | Ouse Valley Eagles |  |

| 12 giugno 2016 | Peterborough Saxons | 0 – 1 (a tavolino) | Sandwell Steelers |  |

| 12 giugno 2016 | Solent Thrashers | 27 – 48 | Bury Saints |  |

| 12 giugno 2016 | Hertfordshire Cheetahs | 6 – 12 | Colchester Gladiators |  |

| 12 giugno 2016 | Kent Exiles | 14 – 0 | Sussex Thunder |  |

#### 10ª giornata
| 19 giugno 2016 | Gateshead Senators | 1 – 0 (a tavolino) | Clyde Valley Blackhawks |  |

| 19 giugno 2016 | Edinburgh Wolves | 35 – 0 | Yorkshire Rams |  |

| 19 giugno 2016 | Doncaster Mustangs | 36 – 19 | Nottingham Caesars |  |

| 19 giugno 2016 | Birmingham Bulls | 17 – 42 | Sandwell Steelers |  |

| 19 giugno 2016 | Hertfordshire Cheetahs | 12 – 20 | Solent Thrashers |  |

| 19 giugno 2016 | Colchester Gladiators | 14 – 36 | Sussex Thunder |  |

| 19 giugno 2016 | Bury Saints | 41 – 14 | Kent Exiles |  |

#### 11ª giornata
| 26 giugno 2016 | Manchester Titans | 23 – 30 | Edinburgh Wolves |  |

| 26 giugno 2016 | West Coast Trojans | 1 – 0 (a tavolino) | Clyde Valley Blackhawks |  |

| 26 giugno 2016 | Doncaster Mustangs | 30 – 12 | Birmingham Bulls |  |

| 26 giugno 2016 | Nottingham Caesars | 1 – 0 (a tavolino) | Peterborough Saxons |  |

#### 12ª giornata
| 3 luglio 2016 | Clyde Valley Blackhawks | 0 – 1 (a tavolino) | Yorkshire Rams |  |

| 3 luglio 2016 | West Coast Trojans | 22 – 34 | Manchester Titans |  |

| 3 luglio 2016 | Ouse Valley Eagles | 1 – 0 (a tavolino) | Peterborough Saxons |  |

| 3 luglio 2016 | Sandwell Steelers | 48 – 0 | Doncaster Mustangs |  |

| 3 luglio 2016 | Colchester Gladiators | 0 – 39 | Solent Thrashers |  |

| 3 luglio 2016 | Sussex Thunder | 50 – 0 | Hertfordshire Cheetahs |  |

#### 13ª giornata
| 10 luglio 2016 | Gateshead Senators | 20 – 52 | Manchester Titans |  |

| 10 luglio 2016 | West Coast Trojans | 2 – 20 | Yorkshire Rams |  |

| 10 luglio 2016 | Nottingham Caesars | 34 – 14 | Birmingham Bulls |  |

| 10 luglio 2016 | Colchester Gladiators | 40 – 16 | Hertfordshire Cheetahs |  |

| 10 luglio 2016 | Sussex Thunder | 28 – 28 | Bury Saints |  |

| 10 luglio 2016 | Kent Exiles | 39 – 24 | Solent Thrashers |  |

#### 14ª giornata
| 17 luglio 2016 | Clyde Valley Blackhawks | 0 – 1 (a tavolino) | Manchester Titans |  |

| 17 luglio 2016 | Yorkshire Rams | 26 – 8 | Gateshead Senators |  |

| 17 luglio 2016 | West Coast Trojans | 6 – 61 | Edinburgh Wolves |  |

| 17 luglio 2016 | Ouse Valley Eagles | 0 – 1 (a tavolino) | Doncaster Mustangs |  |

| 17 luglio 2016 | Birmingham Bulls | 1 – 0 (a tavolino) | Peterborough Saxons |  |

| 17 luglio 2016 | Solent Thrashers | 29 – 20 | Sussex Thunder |  |

| 17 luglio 2016 | Bury Saints | 39 – 13 | Colchester Gladiators |  |

| 17 luglio 2016 | Kent Exiles | 38 – 6 | Hertfordshire Cheetahs |  |

#### 15ª giornata
| 31 luglio 2016 | Yorkshire Rams | 7 – 31 | Edinburgh Wolves |  |

| 31 luglio 2016 | Birmingham Bulls | 41 – 28 | Ouse Valley Eagles |  |

| 31 luglio 2016 | Peterborough Saxons | 0 – 1 (a tavolino) | Doncaster Mustangs |  |

| 31 luglio 2016 | Sandwell Steelers | 42 – 7 | Nottingham Caesars |  |

| 31 luglio 2016 | Solent Thrashers | 36 – 45 | Kent Exiles |  |

| 31 luglio 2016 | Hertfordshire Cheetahs | 7 – 44 | Bury Saints |  |

| 31 luglio 2016 | Sussex Thunder | 21 – 15 | Colchester Gladiators |  |

### Classifica
Le classifiche della regular season sono le seguenti.
- PCT = percentuale di vittorie, G = partite giocate, V = partite vinte, P = partite perse, PF = punti fatti, PS = punti subiti

#### NFC 1
| Pos. | Squadra                 | PCT   | G  | V  | N | P | PF  | PS  |
| ---- | ----------------------- | ----- | -- | -- | - | - | --- | --- |
| 1    | Edinburgh Wolves        | 1.000 | 10 | 10 | 0 | 0 | 319 | 54  |
| 2    | Manchester Titans       | .700  | 10 | 7  | 0 | 3 | 259 | 152 |
| 3    | Yorkshire Rams          | .700  | 10 | 7  | 0 | 3 | 141 | 133 |
| 4    | West Coast Trojans      | .400  | 10 | 4  | 0 | 6 | 92  | 248 |
| 5    | Gateshead Senators      | .200  | 10 | 2  | 0 | 8 | 54  | 278 |
| -    | Clyde Valley Blackhawks | -     | -  | -  | - | - | -   | -   |

#### MFC 1
| Pos. | Squadra             | PCT  | G  | V | N | P  | PF  | PS  |
| ---- | ------------------- | ---- | -- | - | - | -- | --- | --- |
| 1    | Sandwell Steelers   | .900 | 10 | 9 | 0 | 1  | 197 | 50  |
| 2    | Doncaster Mustangs  | .700 | 10 | 7 | 0 | 3  | 116 | 124 |
| 3    | Nottingham Caesars  | .600 | 10 | 6 | 0 | 4  | 181 | 202 |
| 4    | Birmingham Bulls    | .400 | 10 | 4 | 0 | 6  | 158 | 221 |
| 5    | Ouse Valley Eagles  | .400 | 10 | 4 | 0 | 6  | 105 | 149 |
| 6    | Peterborough Saxons | .000 | 10 | 0 | 0 | 10 | 12  | 23  |

#### SFC 1
| Pos. | Squadra                | PCT  | G  | V | N | P  | PF  | PS  |
| ---- | ---------------------- | ---- | -- | - | - | -- | --- | --- |
| 1    | Bury Saints            | .950 | 10 | 9 | 1 | 0  | 378 | 116 |
| 2    | Kent Exiles            | .800 | 10 | 8 | 0 | 2  | 264 | 188 |
| 3    | Sussex Thunder         | .550 | 10 | 5 | 1 | 4  | 211 | 172 |
| 4    | Solent Thrashers       | .500 | 10 | 5 | 0 | 5  | 287 | 235 |
| 5    | Colchester Gladiators  | .200 | 10 | 2 | 0 | 8  | 134 | 297 |
| 6    | Hertfordshire Cheetahs | .000 | 10 | 0 | 0 | 10 | 77  | 343 |

## Playoff

### Tabellone
|  | Quarti di finale   | Quarti di finale   | Quarti di finale  |                   |                  | Semifinali       | Semifinali | Semifinali |  |  | Britbowl | Britbowl | Britbowl |  |
|  |                    |                    |                   |                   |                  |                  |            |            |  |  |          |          |          |  |
|  | Edinburgh Wolves   | Edinburgh Wolves   | 22                |                   |                  |                  |            |            |  |  |          |          |          |  |
|  | Edinburgh Wolves   | Edinburgh Wolves   | 22                |                   |                  |                  |            |            |  |  |          |          |          |  |
|  | Nottingham Caesars | Nottingham Caesars | 6                 |                   |                  |                  |            |            |  |  |          |          |          |  |
|  | Nottingham Caesars | Nottingham Caesars | 6                 |                   | Edinburgh Wolves | Edinburgh Wolves | 35         |            |  |  |          |          |          |  |
|  |                    |                    |                   |                   | Edinburgh Wolves | Edinburgh Wolves | 35         |            |  |  |          |          |          |  |
|  |                    |                    | Kent Exiles       | Kent Exiles       | 0                |                  |            |            |  |  |          |          |          |  |
|  | Kent Exiles        | Kent Exiles        | Kent Exiles       | Kent Exiles       | 0                | 39               |            |            |  |  |          |          |          |  |
|  | Kent Exiles        | Kent Exiles        |                   |                   |                  |                  |            |            |  |  |          |          |          |  |
|  | Doncaster Mustangs | Doncaster Mustangs | 8                 |                   |                  |                  |            |            |  |  |          |          |          |  |
|  | Doncaster Mustangs | Doncaster Mustangs | 8                 |                   | Edinburgh Wolves | Edinburgh Wolves | 13         |            |  |  |          |          |          |  |
|  |                    |                    |                   |                   |                  |                  |            |            |  |  |          |          |          |  |
|  |                    |                    | Bury Saints       | Bury Saints       | 21               |                  |            |            |  |  |          |          |          |  |
|  | Bury Saints        | Bury Saints        | Bury Saints       | Bury Saints       | 21               | 36               |            |            |  |  |          |          |          |  |
|  | Bury Saints        | Bury Saints        |                   |                   |                  |                  |            |            |  |  |          |          |          |  |
|  | Yorkshire Rams     | Yorkshire Rams     | 0                 |                   |                  |                  |            |            |  |  |          |          |          |  |
|  | Yorkshire Rams     | Yorkshire Rams     | 0                 |                   | Bury Saints      | Bury Saints      | 42         |            |  |  |          |          |          |  |
|  |                    |                    |                   |                   | Bury Saints      | Bury Saints      | 42         |            |  |  |          |          |          |  |
|  |                    |                    | Sandwell Steelers | Sandwell Steelers | 13               |                  |            |            |  |  |          |          |          |  |
|  | Sandwell Steelers  | Sandwell Steelers  | Sandwell Steelers | Sandwell Steelers | 13               | 35               |            |            |  |  |          |          |          |  |
|  | Sandwell Steelers  | Sandwell Steelers  |                   |                   |                  |                  |            |            |  |  |          |          |          |  |
|  | Manchester Titans  | Manchester Titans  | 24                |                   |                  |                  |            |            |  |  |          |          |          |  |

### Quarti di finale
| 7 agosto 2016 | Edinburgh Wolves | 22 – 6 | Nottingham Caesars |  |

| 7 agosto 2016 | Bury Saints | 36 – 0 | Yorkshire Rams |  |

| 7 agosto 2016 | Sandwell Steelers | 35 – 24 | Manchester Titans |  |

| 7 agosto 2016 | Kent Exiles | 39 – 8 | Doncaster Mustangs |  |

### Semifinali
| 14 agosto 2016 | Edinburgh Wolves | 35 – 0 | Kent Exiles |  |

| 14 agosto 2016 | Bury Saints | 42 – 13 | Sandwell Steelers |  |

### Britbowl
| 28 agosto 2016 | Edinburgh Wolves | 13 – 21 | Bury Saints |  |

## Verdetti
- Bury Saints Vincitori del Britbowl di secondo livello 2016